# Stazione di Shibukawa
La stazione di Shibukawa (渋川駅?, Shibukawa-eki) è una stazione ferroviaria di Shibukawa, città della prefettura di Gunma in Giappone, gestita dalla JR East.

## Linee e servizi
JR East
■ Linea Jōetsu
■ Linea Agatsuma

## Storia
La stazione fu inaugurata il 1º luglio 1921.

## Struttura
La stazione è costituita da un marciapiede laterale e uno a isola con tre binari totali. È presente una biglietteria presenziata aperta dalle 6:00 alle 22:00 e il supporto alla biglietteria elettronica SUICA (non utilizzabile per chi prosegue il viaggio sulla linea Agatsuma).
| 1   | ■ Linea Jōetsu ■ Linea Agatsuma | per Numata e Minakami                  |
| 1   | ■ Linea Jōetsu ■ Linea Agatsuma | per Nakanojō e Naganohara-Kusatsuguchi |
| 2-3 | ■ Linea Jōetsu ■ Linea Agatsuma | per Shin-Maebashi e Takasaki           |

L'ingresso alla stazione è situato al lato ovest di essa. L'accesso dal lato est avviene attraverso una passerella a nord della stazione.
Appena si esce dalla stazione, la strada che si dirige a nord-ovest è un quartiere commerciale, con piccoli negozi e boutique. Il grande magazzino "Saty" è in questa zona. Inoltre, in questa zona ci sono molti ristoranti.

## Stazioni adiacenti
| «              | Servizio      | »            |
| Linea Jōetsu   | Linea Jōetsu  | Linea Jōetsu |
| -------------- | ------------- | ------------ |
| Yagihara       | Tutti i treni | Shikishima   |
| Linea Agatsuma |               |              |
| Yagihara       | Tutti i treni | Kanashima    |